# Artjom Sergejewitsch Owetschkin
Artjom Sergejewitsch Owetschkin (russisch Артём Сергеевич Овечкин, englische Transkription Artem Ovechkin; * 11. Juli 1986 in Berdsk, Oblast Nowosibirsk) ist ein ehemaliger russischer Straßenradrennfahrer.

## Sportliche Laufbahn
Artjom Owetschkin wurde 2007 beim Prolog des russischen Etappenrennens Way to Pekin Dritter und später konnte er die vierte und die fünfte Etappe für sich entscheiden; in der Gesamtwertung belegte er Platz fünf. Im Jahr darauf gewann er bei den U23-Europameisterschaften in Stresa die Bronzemedaille im Einzelzeitfahren. Bei den UCI-Straßen-Weltmeisterschaften der U23 in Varese wurde Owetschkin Zehnter im Zeitfahren der U23-Klasse. 2009 wurde er russischer Meister im Zeitfahren. Gemeinsam mit Nikolai Trussow gewann er das Paarzeitfahren Duo Normand. 2015 wurde er erneut russischer Zeitfahrmeister und gewann eine Etappe der Slowenien-Rundfahrt. 2016 gewann er mit seinem Team Gazprom-RusVelo das Mannschaftszeitfahren der Settimana Internazionale.
Aufgrund der Neuausrichtung des Teams auf jüngere Fahrer wurde Owetschkins Vertrag bei Gazprom nicht verlängert. Daher wechselte er zur Saison 2018 zum malaysischen Terengganu Cycling Team. Mit neuem Team war 2018 sein erfolgreichstes Jahr: Er gewann jeweils die Gesamtwertung der Tour of Antalya und der Tour de Langkawi sowie eine Etappe der Tour of China II. Zudem holte er zum dritten Mal den Titel als russischer Zeitfahrmeister, den er 2019 und 2020 erfolgreich verteidigte. Sein letzter internationaler Sieg war der Gewinn des Prologs zur China-Rundfahrt.
Nach der Saison 2021 beendete Owetschkinim Alter von 35 Jahren seine Karriere als Radrennfahrer.

## Doping
Bei den russischen Straßen-Meisterschaften 2013 war Owetschkins Dopingtest positiv auf Fenoterol, und er wurde für sechs Monate gesperrt.

## Erfolge
2007
- zwei Etappen Way to Pekin

2008
- U23-Straßen-Europameisterschaft – Einzelzeitfahren

2009
- Russischer Meister – Einzelzeitfahren
- Duo Normand (mit Nikolai Trussow)

2010
- Duo Normand (mit Alexandru Pliușchin)

2015
- eine Etappe Slowenien-Rundfahrt
- Russischer Meister – Einzelzeitfahren

2016
- Mannschaftszeitfahren Settimana Internazionale

2018
- Gesamtwertung und eine Etappe Tour of Antalya
- Gesamtwertung und eine Etappe Tour de Langkawi
- Russischer Meister – Einzelzeitfahren
- eine Etappe Tour of China II

2019
- Russischer Meister – Einzelzeitfahren
- Prolog Tour of China II

2020
- Russischer Meister – Einzelzeitfahren